# آلتو (جورجیا)
التو، جورجیا (به انگلیسی: Alto, Georgia) یک منطقهٔ مسکونی در ایالات متحده آمریکا است که در جورجیا واقع شده‌است.

## خصوصیات
التو ۲٫۹ کیلومترمربع مساحت و ۱٬۱۷۲ نفر جمعیت دارد و ۴۲۶ متر بالاتر از سطح دریا واقع شده‌است.